# Mohammed Camara
Mohammed "Mo" Camara  (Conarky, 1975. június 25.) guineai labdarúgó, aki jelenleg a Derby County játékosa, de kölcsönben a Norwich Citynél játszik.

## Pályafutása
Pályafutása elején francia csapatoknál játszott. Angliában először a Wolverhampton Wanderers csapatában játszott. 2000-ben került a Farkasokhoz és hatalmas népszerűségnek örvendett a szurkolók körében. 2003 nyarán Camara ingyen igazolt a Burnleyhez, ahol szintén hamar megszerették a drukkerek. Munkabírása és jó felépítése miatt kevesen kifogásolták rossz helyezkedését és darabos labdakezelését. Ebben az időben a védő sokat foglalkozott az edzéseken a beadásokkal, melynek a 2004/05-ös szezonban meg is lett az eredménye.
2005-ben Camara a Celtichez igazolt, ahol remekül teljesített, hamar bekerült a kezdő tizenegybe, de miután Ross Wallace kikerült a védelem bal oldalára, egyre kevesebb lehetőséget kapott. Mark Wilson leigazolása után gyakran már a kispadra sem került, ezért úgy döntött, távozik.
2006 augusztusában ingyen került a Derby Countyhoz, amely csapattal fel is jutott a Premier League-be. 2007 novemberében kölcsönben a Norwich Cityhez igazolt. Elképzelhető, hogy 2008 nyarán véglegesen is a Kanárikhoz kerül.